# Diplotaxis fulva
Diplotaxis fulva är en skalbaggsart som beskrevs av Leconte 1856. Diplotaxis fulva ingår i släktet Diplotaxis och familjen Melolonthidae. Inga underarter finns listade i Catalogue of Life.